# Corralejos
Corralejos, también conocido como Coronales, es un barrio del distrito de Barajas, en Madrid. Tiene una superficie de 462,46 hectáreas y una población de 7754 habitantes (2020).

## Situación
Limita al norte con Timón, al sur con Alameda de Osuna, al oeste con el antiguo Olivar De La Hinojosa (hoy parque Juan Carlos I y Campo de golf Olivar De La Hinojosa) y al este con Casco Histórico de Barajas.
Está delimitado al norte por la M-11, al sur y al este por la avenida de Logroño y la glorieta de la Ermita de la Virgen de la Soledad y al oeste por el antiguo Olivar De La Hinojosa (hoy parque Juan Carlos I y Campo de golf Olivar De La Hinojosa.

## Transportes

### Autobús
| Línea | Terminales                                          |
| ----- | --------------------------------------------------- |
| 105   | Ciudad Lineal - Barajas                             |
| 112   | Glorieta del Mar de Cristal - Barrio del Aeropuerto |
| 115   | Avenida de América - Barajas                        |
| 122   | Avenida de América - Feria de Madrid                |
| 151   | Canillejas - Barajas                                |
| 166   | Barajas - Hospital Ramón y Cajal                    |
| N4    | Cibeles - Barajas                                   |

### Metro - Cercanías
Estación de Feria de Madrid (Línea 8). A la estación de Aeropuerto T4 y a la estación de Nuevos Ministerios (Cercanías Madrid) se llega mediante la (Línea 8)